# Ристо Ратковић
Ристо Ратковић (Бијело Поље, 3. септембар 1903 — Београд, 18. јун 1954) био је српски авангардни књижевник и дипломата.

## Биографија
Рођен је у осиромашној трговачкој породици, у Црној Гори у Бијелом Пољу. Гимназију је завршио у Новом Пазару, а 1923. године долази у Београд где се уписује на Филозофски факултет. У периоду од 1927. до 1931. године радио је у Министарству просвете и Министарству иностраних послова, a у дипломатској служби (Француска, Совјетски Савез, Египат) провео је седам година (1938 — 1945). У земљу се вратио 1945. године.

### Наслеђе
У Бијелом Пољу од 1970. одржава се манифестација „Ратковићеве вечери поезије”, у оквиру које се од 1973. додељује Награда „Ристо Ратковић”, као и Награда Ратковићевих вечери поезије за пјеснике до 27 година. Године 2012. основана је Јавна установа „Ратковићеве вечери поезије”, која преузима организовање манифестације и доделу награде. Родна кућа Риста Ратковића у Бијелом Пољу обновљена је 2006.

## Књижевни рад

### Књижевна оријентација
Ратковић припада умерено модернистичкој, а идеолошки левој оријентацији српског експресионизма, која се у даљим токовима међуратне књижевности приближила надреализму и социјалној литератури, ипак оставши самостална. Он је био главна личност те групе и највише је допринео њеном теоријском самоодређењу.

### Схватање поезије
Своје схватање поезије изнео је у програмском чланку О надреализму из мог живота. По облику и намери чланак подсећа на објашњење Суматре Милоша Црњанског, а поезија је објашњена понајвише у мистичном кључу песме Можда спава, Владислава Петковића Диса. Ратковић је надреализам схватио као уношење сна у стварност, а своје песничко опредељење изразио је, помало бруталном, девизом сном силовати стварност. Песма се ствара у сну, она је фотографија сна, а улога разума је споредна, он само организује песнички материјал.

### Песме
Настављајући Дисову визионарску, сновидовну линију српског песништва Ратковић у свему види тајне везе и неухватљива значења. Слично Дису и Драинцу и он је био дошљак из провинције. У њему је дубоко усађено патријархално осећање живота и мистика примитивног менталитета. На ту основу надоградиле су се идеје 20. века: Фројдова психоанализа, атеизам и марксизам. Овакав сусрет менталитета и образовања доносио је Ратковићевој поезији необичне визије, додире са оностраним светом, општење са непознатим бићима или са умрлим, блиским људима. Те песничке слике конкретизују се у изненадним метафорама и необичним синтаксичким обртима, што утиче на делимично или потпуно одсуство строго схваћене логике.
Језик његове поезије делује неспретно, искидано, као да покушава да нам саопшти неку дубоку тајну или ноћашњи сан.
Те особине посебно су карактеристичне за песме из ранијег периода стваралаштва, у збирци Мртве рукавице и краткој поеми Левијатан. Међу њима се издваја песма Поноћ мене, настала у ноћним бдењима пред сенком мртве жене. У једној другој песми песник је толико уверен у стварност мртвих да је изненађен што му се умрла жена не јавља (мртва си, а тебе нема).
Тридесетих година Ратковић пише и социјалне песме, али су оне малобројне и поетски слабије.
Његова дипломатска мисија у Египту донела је и последњу збирку песама Са оријента. У њој је песнички обрађен доживљај сахарске пустиње, оријенталне беде и медитеранског сунца, као и додир са историјом и садашњошћу Истока.

### Проза
Ратковић је написао и кратки роман Невидбог. То је врста породичне саге, повести о пропадању једних и уздизању других породица у његовом завичају. Роман је компонован као низ више самосталних прича, а међу најбољима су оне о сећањима главног јунака на детињство и његовим доживљајима под аустријском окупацијом.
Писао је и есеје о књижевним питањима и критике појединих књига.

### Дела
- Левиатан, поезија, са Монијем де Булијем, Београд 1927.
- Мртве рукавице, поезија, Београд 1927.
- Ћутања о књижевности, есеји, Београд 1928.
- Зорај, драма, Београд 1929.
- Невидбог, роман, Српска књижевна задруга, Београд 1933.
- Додири, поезија, Ново поколење, Београд 1952.
- Са Оријента, путописна проза, Просвета, Београд 1955.

### Изабрана дела
У Библиотеци „Изабрана дјела” Универзитетска ријеч објавила је четири књиге:
- Поезија, књ. 1, приредио Драгомир Брајковић, Београд–Никшић, 1991.
- Роман. Драма, књ. 2, приредио Ново Вуковић, Београд–Никшић, 1991.
- Проза, књ. 3, приредио Добрило Аранитовић, Београд–Никшић, 1991.
- Есејистика и критика, књ. 4, приредио Добрило Аранитовић, Београд–Никшић, 1991.

У издању Ратковићевих вечери поезије у Едицији „Лим” објављена су четири наслова:
- Лим, књ. 1, Бијело Поље, 2020.
- Невидбог, књ. 2, Бијело Поље, 2020.
- Приче, књ. 3, Бијело Поље, 2020.
- Зорај, књ. 4, Бијело Поље, 2020.